# Музей-квартира К. Э. Циолковского
Музей-квартира К. Э. Циолковского — мемориальный музей в городе Боровске, посвящённый жизни и деятельности К. Э. Циолковского как основоположника теоретической космонавтики. Размещается в бывшем доме Мавры Помухиной, где с апреля 1887 по осень 1888 года Циолковский снимал квартиру, занимавшую весь верхний этаж. Является отделом Калужского государственного музея истории космонавтики имени К. Э. Циолковского.

## История

### Циолковский в Боровске
Константин Эдуардович Циолковский прожил в Боровске с 1880 по 1892 год, работая учителем арифметики и геометрии в Боровском городском училище. 
20 августа 1880 года Константин Циолковский женился на дочери своего квартирного хозяина — 23-летней Варваре Соколовой. С женой Циолковский прожил до самой смерти — более 50 лет, воспитали 7 детей. 
Будучи дворянином, Циолковский был вхож в боровское Дворянское собрание, сошёлся с уездным предводителем дворянства Д. Я. Курносовым, был репетитором его детей. 
Константин Эдуардович получил в городе стойкую репутацию чудака, которая подтверждалась его эксцентричными выходками. Помимо ночных фейерверков и запуска воздушного змея с фонарём, он мог пользоваться вакуумным насосом («который отлично воспроизводил неприличные звуки»), когда у квартирных хозяев собиралась компания; иногда он приглашал досужих посетителей «отведать невидимого варенья», запускал электрическую машину и бил гостей током. В известном смысле, он был ярким воплощением образа энтузиаста-одиночки, увлечённого наукой. 
1886—1887 годы оказались плодотворными для Константина Эдуардовича — он закончил расчёты большого управляемого аэростата, а также написал повесть «На Луне». 
В 1889 году Циолковский был удостоен чина коллежского асессора (старшинство с 23 марта) и продолжал совершенствовать педагогический опыт. В 1890 году он разработал новые учебные программы по арифметике и геометрии для 1—3 классов, которые были утверждены педагогическим советом Боровского училища. 
В 1891 году Циолковский занялся проектом аэроплана, отправленного Н. Е. Жуковскому, который высказался о нём вполне благожелательно. 
27 января 1892 года директор народных училищ Калужской губернии Д. С. Унковский обратился в Москву с ходатайством о переводе Циолковского — «одного из способнейших и усерднейших преподавателей» — в Калугу. 4 февраля ходатайство было удовлетворено; жалованье должно было составить 36 рублей в месяц. Город Боровск устроил учителю торжественные проводы: хор мальчиков пел «Многая лета», учительский коллектив произнёс напутствие.

### Создание музея
Музей на общественных началах был открыт в конце 1960-х в городе Боровске в доме № 49 по улице Циолковского (старое название — Круглая). Через несколько лет музей закрыли. 9 сентября 1997 года после реставрации в доме был открыт Музей-квартира К. Э. Циолковского — отдел Государственного музея истории космонавтики имени К. Э. Циолковского. 
Основу музея составляет реконструкция «Творческой лаборатории Циолковского 80-90-х годов XIX века», которую восстановили на основании автобиографий Циолковского, воспоминаний его жены и старшей дочери, его современников. Экспозиция «Научные связи» показывает Циолковского как члена научного сообщества 80-х — начала 90-х годов XIX века. Второй этаж Музея составляет экспозиция, открытая 2003 году, посвященная педагогической деятельности Циолковского, знакомит с его педагогическими методами и принципами. В экспозиции представлены редкие архивные документы, связанные с его педагогической деятельностью. Среди документов — запись уроков физики с оценками Циолковского — «пятерками» на полстраницы, рисунки разнообразных физических приборов, выполненные одной из учениц по заданию Константина Эдуардовича.